# مهرآباد (طاجكستان)
مهرآباد ((الروسية: Мехрабад) </link>؛ (بالطاجيكية: Меҳробод) </link>، سابقا: Proletarsk ) هي بلدة جماعة في طاجيكستان. هي العاصمة الإدارية لمقاطعة جابور رسولوف في منطقة صغد، وتقع جنوب العاصمة الإقليمية خوجند والجنوب الغربي لمدينتي بوستون وغفوروف.

## أنظر أيضا
قائمة المدن في طاجيكستان